# Stage Door
Stage Door is een Amerikaanse dramafilm uit 1937 onder regie van Gregory La Cava. Destijds werd de film in Nederland uitgebracht onder de titel Artiesteningang.
Het scenario is gebaseerd op het gelijknamige toneelstuk (1926) van Edna Ferber en George S. Kaufman

## Verhaal
Terry Randall wil dolgraag actrice wil worden. Ze verhuist daarom naar een pension voor aspirant-actrices in New York. Daar maakt ze kennis met Jean Maitland met wie ze een kamer deelt. Jean is een cynische danseres die in de smaak valt van de producer Anthony Powell en in een toneelstuk gaat spelen. Ook Terry krijgt een hoofdrol, in het toneelstuk 'Enchanted April', Powells nieuwste productie. Noch Terry noch Powell weten dat Terry's steenrijke vader dat toneelstuk financiert. Deze hoopt dat zijn onervaren dochter de hoofdrol niet aan zal kunnen en dat zij zal afzien van haar acteerdroom. Maar Terry groeit uit tot een ster.

## Rolverdeling
| Acteur            | Personage         |
| ----------------- | ----------------- |
| Katharine Hepburn | Terry Randall     |
| Ginger Rogers     | Jean Maitland     |
| Adolphe Menjou    | Anthony Powell    |
| Gail Patrick      | Linda Shaw        |
| Constance Collier | Juffrouw Luther   |
| Andrea Leeds      | Kay Hamilton      |
| Samuel S. Hinds   | Henry Sims        |
| Lucille Ball      | Judith            |
| Franklin Pangborn | Harcourt          |
| William Corson    | Bill              |
| Pierre Watkin     | Carmichael        |
| Grady Sutton      | Butch             |
| Frank Reicher     | Toneelregisseur   |
| Jack Carson       | Mijnheer Milbanks |
| Phyllis Kennedy   | Hattie            |

## Prijzen en nominaties
| Jaar | Prijs  | Categorie                | Genomineerde(n)                | Uitslag     |
| ---- | ------ | ------------------------ | ------------------------------ | ----------- |
| 1937 | Oscars | Beste Film               | Stage Door                     | Genomineerd |
| 1937 | Oscars | Beste Regisseur          | Gregory La Cava                | Genomineerd |
| 1937 | Oscars | Beste Vrouwelijke Bijrol | Andrea Leeds                   | Genomineerd |
| 1937 | Oscars | Beste Scenario           | Morris Ryskind Anthony Veiller | Genomineerd |